# Girasoli (Van Gogh)
I Girasoli sono una serie di dipinti ad olio su tela realizzati nel 1888 dal pittore Vincent van Gogh. Tra i soggetti preferiti dal pittore, sono oggi tra le sue opere più riconoscibili e note presso il grande pubblico.

## Storia

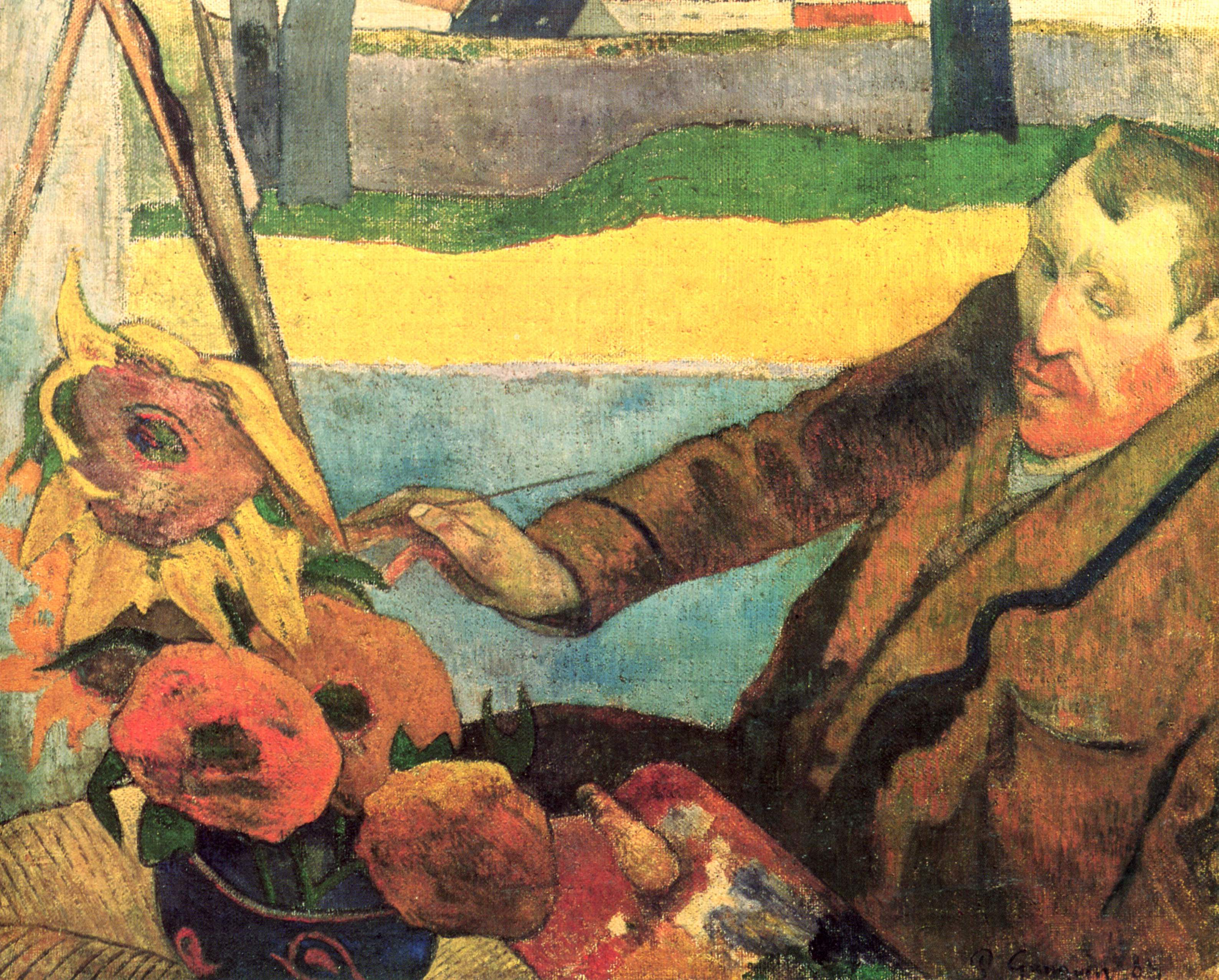
Paul Gauguin, van Gogh che dipinge i girasoli (1888), Van Gogh Museum

A Parigi, nella tarda estate del 1887 l'artista dipinse alcuni girasoli recisi, facenti parte di una serie oggi divisa tra il Metropolitan Museum di New York, il Kröller-Müller Museum di Otterlo, il Museo Van Gogh di Amsterdam e il Kunstmuseum di Berna.
Stabilitosi ad Arles nel febbraio 1888, van Gogh amò il luogo e la sua nuova "casa gialla", ma si sentiva solo, finché in primavera non gli venne l'idea di invitare l'amico Gauguin, magari con la prospettiva di stabilire una comunità di artisti nella cittadina, di cui lui e l'amico sarebbero stati i mentori.
La serie dei Girasoli in vaso, la più celebre, nacque in questo periodo di vitalità e ottimismo, durante l'estate in attesa dell'arrivo dell'amico. Van Gogh, per decorare la stanza dell'ospite e impressionarlo, aveva previsto di dipingere una dozzina di tele, iniziando da quattro che dovrebbero essere il Vaso con dodici girasoli della Neue Pinakothek di Monaco e il Vaso con quindici girasoli della National Gallery di Londra, il Vaso con cinque girasoli, già a Yokohama, distrutto in un incendio nella residenza del milionario giapponese Koyata Yamamoto sulla costa sud di Ashiya il 6 agosto 1945, durante gli attacchi aerei statunitensi B29 della seconda guerra mondiale, e il Vaso con tre girasoli, invisibile al pubblico dalla mostra al museo d'arte di Cleveland del novembre-dicembre 1948, nella collezione privata di un milionario sconosciuto negli Stati Uniti, rivelato solo ai suoi amici più stretti, che lo acquistò da un rivenditore di New York nel 1996 per una somma non rivelata, e la cornice non sembra mai essere stata pubblicata. Le lettere al fratello minore Theo parlano di un'attività febbrile, in previsione dell'arrivo dell'ospite: «Ci sto lavorando ogni mattina, dall'alba in avanti, in quanto i fiori si avvizziscono così rapidamente».
Gauguin arrivò ad ottobre, ma non trovò per niente interessante Arles, deludendo le aspettative dell'amico e iniziando un periodo prolifico dal punto di vista artistico, ma tormentato da un'escalation di litigi e di atti violenti dell'olandese. Il sodalizio si interruppe bruscamente a dicembre, quando uno finì in esaurimento nervoso e l'altro si preparò a partire per Tahiti.
A dicembre stava ancora dipingendo girasoli e in tale posa lo ritrasse Gauguin. È probabile che, non esistendo più i fiori in circolazione, van Gogh utilizzasse come modello i suoi stessi dipinti, copiandoli con poche varianti: dovrebbero risalire a questo periodo o al gennaio del 1889 o forse più tardi, le copie della versione a dodici fiori nel Philadelphia Museum of Art e le due copie della versione a quindici, al Van Gogh Museum e al Sompo Japan Museum of Art di Tokyo.
Sulla base di considerazioni puramente numeriche, alcuni critici hanno messo in dubbio che l'artista potesse essere così prolifico in un periodo così complesso come quello ad Arles, in cui gli vengono attribuite quasi tante opere quanti sono i giorni di permanenza nella cittadina del sud della Francia; per questo anche l'attribuzione delle varie repliche della serie sono oggetto di controversia tra gli studiosi.
I girasoli presenti nei dipinti possono variare di numero solitamente se ne possono trovare 14 o 15 per dipinto, tramite una lettera che l’artista scrisse al fratello Theo, sappiamo che il numero 14 ha un significato ben preciso, secondo Van Gogh, è la somma dei 12 apostoli più due persone per lui di fondamentale importanza, suo fratello Theo e Gauguin, nella variante di 15 girasoli, Van Gogh si inserisce fra i già citati.
In ogni caso i dipinti presero varie strade. Quello della National Gallery ad esempio fu acquistato dal museo col contribuito del Courtauld Fund nel 1924: si tratta dell'opera della collezione più venduta e riprodotta nel merchandise. Quello in Giappone fu battuto all'asta l'11 novembre 1987, raggiungendo la quotazione da record di 53,9 milioni di dollari.
Il 1º ottobre 2014, grazie ad una fotografia a colori pubblicata nel 1921 in un libro d'arte del Mushanokōji Saneatsu Memorial Museum di Tokyo, il quadro sui Girasoli di Ashiya andato perduto durante la guerra è stato accuratamente ricreato su tavola di porcellana da un museo d'arte internazionale di Otsuka, specializzato nella riproduzione di capolavori occidentali, pur essendosi rivelato difficile ottenere la lucentezza e la consistenza del dipinto originale.

## Descrizione
Il dipinto mostra i girasoli in ciascuna fase della fioritura, dal bocciolo all'appassimento. Anche se alcuni hanno interpretato le forme contorte dei petali e degli steli come un segno di tormento, traspare dalle lettere al fratello che questo soggetto diede gioia e ottimismo, come simbolo del clima temperato del sud. Inoltre il girasole simboleggia spesso devozione e lealtà e i vari stadi di decadimento potevano simboleggiare i cicli di vita e morte.
Le prime opere della serie mostrano di aderire alle teorie allora in voga nella cerchia di artisti trasgressivi parigini, usando come sfondo un blu/violetto per i fiori gialli. In seguito provò a mettere i fiori in un vaso giallo, su uno sfondo di una tonalità dello stesso colore e si accorse che la pittura sembrava irradiare luce e allegria: il colore per lui era già un modo di esprimere emozioni piuttosto che un modo per rappresentare la realtà.
L'artista stendeva i colori con pennellate ruvide e dense, spesso appiccicandoli uno sopra l'altro finché i pigmenti erano ancora umidi. A volte procedeva a scalfire la superficie fresca usando anche l'impugnatura del pennello. Si tratta di un approccio "scultoreo" alla pittura, in cui le ombre e le luci sono date, oltre che dai pigmenti, dallo spessore dell'impasto cromatico. L'effetto che si otteneva era quello di un'espressività mai vista prima. La serie fu innovativa anche per l'uso estensivo del giallo cadmio, un pigmento di invenzione recente, che l'artista amava usare.
Nella serie dei girasoli in vaso c'è un netto contrasto tra la piattezza del fondo e del vaso e i fiori che invece sembrano contorcersi in tutte le direzioni. La firma dell'artista si trova spesso sul vaso: come i grandi maestri del passato egli usava solo il proprio nome di battesimo.

## Elenco

### Serie di Parigi
| Img | Soggetto/Titolo                       | Data                  | Misure (cm) | Stato       | Città     | Museo                 | Sito                                              |
| --- | ------------------------------------- | --------------------- | ----------- | ----------- | --------- | --------------------- | ------------------------------------------------- |
|     | Quattro girasoli appassiti            | giugno 1887           | 60x100      | Paesi Bassi | Otterlo   | Kröller-Müller Museum |                                                   |
|     | Due girasoli appassiti                | agosto 1887/settembre | 43,2x61     | Stati Uniti | New York  | Metropolitan Museum   |                                                   |
|     | Due girasoli recisi                   | agosto 1887/settembre | 50x60       | Svizzera    | Berna     | Kunstmuseum Bern      |                                                   |
|     | Due girasoli recisi in verde e giallo | agosto 1887/settembre | 21x27       | Paesi Bassi | Amsterdam | Van Gogh Museum       | Archiviato il 10 luglio 2013 in Internet Archive. |

### Serie di Arles
| Img | Soggetto/Titolo            | Data                       | Misure (cm) | Stato                             | Città                             | Museo                             | Sito                                                        |
| --- | -------------------------- | -------------------------- | ----------- | --------------------------------- | --------------------------------- | --------------------------------- | ----------------------------------------------------------- |
|     | Vaso con tre girasoli      | agosto 1888/settembre      | 73x58       | Stati Uniti                       | ?                                 | collezione privata                |                                                             |
|     | Vaso con cinque girasoli   | agosto 1888/settembre      | 98x69       | Giappone, Ashiya, opera distrutta | Giappone, Ashiya, opera distrutta | Giappone, Ashiya, opera distrutta |                                                             |
|     | Vaso con dodici girasoli   | agosto 1888/settembre      | 91x72       | Germania                          | Monaco di Baviera                 | Alte Pinakothek                   |                                                             |
|     | Vaso con dodici girasoli   | gennaio 1889               | 92,4x71,1   | Stati Uniti                       | Philadelphia                      | Philadelphia Museum of Art        |                                                             |
|     | Vaso con quindici girasoli | agosto 1888/settembre      | 92,1x73     | Regno Unito                       | Londra                            | National Gallery                  |                                                             |
|     | Vaso con quindici girasoli | dicembre 1888/gennaio 1889 | 100,5x76,5  | Giappone                          | Tokyo                             | Sompo Japan Museum of Art         | http://www.sompo-japan.co.jp/museum/english/gogh/index.html |
|     | Vaso con quindici girasoli | gennaio 1889               | 95x73       | Paesi Bassi                       | Amsterdam                         | Van Gogh Museum                   | Archiviato il 10 luglio 2013 in Internet Archive.           |